# Anórthoszi Ammohósztu
Az Anórthoszi Ammohósztu, röviden Anórthoszisz (görögül: Ανόρθωση Αμμοχώστου, a nyugati sajtóban: Anorthosis Famagusta FC, hibás magyar átírásban: Anorthoszisz Famaguszta) a ciprusi labdarúgó-bajnokság első osztályában szereplő ciprusi labdarúgócsapat. A klubot hivatalosan Ammóhosztoszban (Famagusta) alapították, azonban Ciprus északi részének török megszállása miatt Lárnakába költözött. A labdarúgó-egyesület az Anórthoszisz (görögül: Ανόρθωσις) nevű klub része, amely egy röplabda- és egy labdarúgó-egyesületet foglal magában.
Az Anórthoszi az egyik legsikeresebb ciprusi labdarúgócsapatnak számít, 13 alkalommal nyerte meg a ciprusi labdarúgó-bajnokságot, 10 alkalommal hódította el a ciprusi labdarúgókupát, illetve 7 alkalommal diadalmaskodott a ciprusi labdarúgó-szuperkupa döntőjében.
Az Anórthoszi a ciprusi labdarúgó-történelem legnagyobb sikerét könyveltette el: 2008. augusztus 27-én a görög bajnok Olimbiakósz legyőzésével első ciprusi klubként bejutott a bajnokok ligája csoportkörébe.

## Sikerei
- Ciprusi bajnok:

13 alkalommal: 1949–50, 1956–57, 1957–58, 1959–60, 1961–62, 1962–63, 1994–95, 1996–97, 1997–98, 1998–99, 1999–2000, 2004–05, 2007–08
- Ciprusi labdarúgókupa-győztes:

11 alkalommal: 1948–49, 1958–59, 1961–62, 1963–64, 1970–71, 1974–75, 1997–98, 2001–02, 2002–03, 2006–07, 2020–21
- Ciprusi labdarúgó-szuperkupa-győztes:

6 alkalommal: 1962, 1995, 1998, 1999, 2000, 2007

## Játékosok

### Jelenlegi keret
2022. január 3-i állapotnak megfelelően.
| #  |     | Poszt | Név                        |
| -- | --- | ----- | -------------------------- |
| 1  | GEO | K     | Giorgi Loria               |
| 3  | CYP | V     | Máriosz Andoniádisz        |
| 4  | CYP | KP    | Kosztákisz Artimatász ()   |
| 7  | BRA | V     | Anderson Correia           |
| 8  | CYP | CS    | Oniszíforosz Rusziász      |
| 10 | GRE | CS    | Lázarosz Hrisztodulópulosz |
| 11 | CYP | KP    | Andréasz Avraám            |
| 18 | SVN | KP    | Denis Popović              |
| 19 | ARM | V     | Hovhannesz Hambarcumján    |
| 20 | GRE | CS    | Níkosz Kalcász             |
| 23 | FIN | V     | Paulus Arajuuri            |

| #  |     | Poszt | Név                                          |
| -- | --- | ----- | -------------------------------------------- |
| 25 | CZE | KP    | Josef Hušbauer                               |
| 26 | GRE | V     | Szpírosz Rizvánisz                           |
| 44 | CYP | V     | Pávlosz Koréa                                |
| 48 | CYP | KP    | Mihálisz Joánu                               |
| 55 | ISR | K     | Asaf Cúr                                     |
| 70 | SER | KP    | Miloš Deletić (kölcsönben az AÉK csapatától) |
| 74 | EGY | KP    | Amr Warda                                    |
| 77 | CYP | CS    | Dimítrisz Hrisztofí                          |
| 86 | HUN | CS    | Novothny Soma                                |
| 88 | CYP | KP    | Andréasz Hriszosztómu                        |
| 91 | CYP | K     | Jórgosz Papadópulosz                         |

### A klub egykori magyar labdarúgói
- Tököli Attila
- Waltner Róbert
- Nagy Zoltán
- Novothny Soma